# Làser de diòxid de carboni
El làser de diòxid de carboni, o làser de CO₂, és un tipus de làser de gas destacable per la seva gran potència. Fou un dels primers làsers de gas que es va desenvolupar: fou inventat per Kumar Patel dels laboratoris Bell l'any 1964 i encara és un dels làsers més utilitzats. Els làsers de diòxid de carboni són actualment els que ofereixen una potència més alta en funcionament continu (no polsat). A més a més, també són un dels làsers més eficients, amb una eficiència de fins al 20%. El làser de diòxid de carboni emet en l'infraroig amb dues bandes principals a unes longituds d'ona de 9,4 i 10,6 μm.

## Descripció general i procés d'emissió
El medi actiu és una mescla de gasos continguda en un tub de descàrrega, habitualment refrigerada per aire, però que en aplicacions d'alta potència es refrigera per aigua. La mescla de gasos té la composició aproximada següent, que varia en cada làser particular:
- entre un 10% i un 20% de diòxid de carboni (CO₂),
- entre un 10% i un 20% de nitrogen molecular (N₂),
- poc més de l'1% d'hidrogen molecular (H₂) i/o xenó (Xe),
- la resta d'heli (He).

El procés d'emissió làser es produeix de la forma següent:
1. El bombament s'aconsegueix mitjançant una descàrrega elèctrica a través del tub. Els impactes dels electrons exciten els estats vibracionals de les molècules de nitrogen. Com el nitrogen és una molècula homonuclear (que conté només un tipus d'element químic) no pot perdre energia a través de l'emissió de fotons i, per tant, els seus estats excitats vibracionals són metaestables, és a dir, tenen una vida mitjana relativament llarga.
2. Les col·lisions entre les molècules de nitrogen i les de diòxid de carboni permeten una transferència energètica entre ambdues que provoca l'excitació dels estats vibracionals del diòxid de carboni, amb una eficiència suficient per obtenir inversió de població en el diòxid de carboni.
3. Amb la inversió de població es produeixen diverses transicions làser a partir de les bandes de vibració-rotació de la molècula triatòmica de diòxid de carboni, que poden seleccionar-se gràcies a una ajustament fi de la cavitat ressonant. Aquest ajustament s'acostuma a aconseguir amb una xarxa de difracció, que es pot girar i, d'aquesta manera, permet seleccionar una línia d'emissió particular. L'ajustament més fi de freqüència s'aconsegueix amb un interferòmetre de Fabry-Pérot. En definitiva, es pot aconseguir un conjunt de longituds d'ona des d'11,3 μm a 9,17 μm, separades entre si uns 30 GHz.

Com els làsers de diòxid de carboni emeten en l'infraroig, calen materials especials per construir-los. Normalment els miralls són de molibdè, or o silici revestit, mentre que les finestres d'obertura i les lents estan fetes de germani o selenur de zinc. En aplicacions d'alta potència es prefereixen els miralls d'or i les finestres i lents de selenur de zinc. Històricament les lents es feien d'algun tipus de sal (clorur de sodi o clorur de potassi), però es degradaven progressivament amb l'exposició a la humitat atmosfèrica. La forma més bàsica d'un làser de diòxid de carboni està formada per un gas, amb la mescla especificada anteriorment, dins d'un tub de descàrrega i amb un acoblador òptic a l'extrem de sortida (normalment un mirall semireflector de selenur de zinc). La reflectivitat del mirall és d'un 5-15%.
El làser de diòxid de carboni es pot construir amb potències que van dels mil·liwatts (mW) fins als gigavats (GW). També és relativament fàcil adaptar-hi un procés de commutació Q mitjançant un mirall rotatori o un commutador electroòptic; d'aquesta manera es poden obtenir polsos amb potències màximes de 100 a 1.000 vegades superiors a la del funcionament continu.

## Tipus
Hi ha diversos tipus de làser de diòxid de carboni
- Làser de tub segellatː en aquest cas, l'orifici de l'làser es troba en un tub segellat.
- Làser de plaques refrigeradesː el diòxid de carboni es troba entre un parell d'elèctrodes, de manera que té més kW de sortida i més potència.
- Làser de flux axialː aquest tipus de làser té una potència d'ona contínua i no es reescalfa.
- Làser TEAː aquest làser té una pressió de gas molt alta, encara que per sota dels 100 W.[2]

## Aplicacions
Gràcies a la facilitat amb què es poden aconseguir altes potències, juntament amb un cost relativament baix, els làsers de diòxid de carboni s'utilitzen àmpliament en aplicacions industrials de tall i soldadura (com a la indústria automobilística, per exemple).
També s'utilitzen en procediments quirúrgics, ja que l'aigua (que forma la majoria de teixits biològics) absorbeix molt bé les freqüències infraroges del làser de diòxid de carboni. Alguns exemples són el tractament de l'acne o de la telangièctasi d'aranya (un símptoma de l'ataxiatelangièctasi) i les operacions de ritidectomia.
Aquest tipus de làsers també s'utilitzen en telemetria amb tècniques LIDAR, gràcies a la transparència de l'atmosfera terrestre a les seves longituds d'ona.